# Quand la musique du village joue
Pour plus de détails, voir Fiche technique et Distribution.
Quand la musique du village joue (Wenn am Sonntagabend die Dorfmusik spielt) est un film allemand réalisé par Rudolf Schündler, sorti en 1953.

## Synopsis
Lorsque le grand trompettiste Jonny se fait prendre la totalité de la recette de son concert par le percepteur Weber, il en a assez : il prend sa trompette et se rend en Forêt-Noire. Sur le chemin, il rencontre les vagabonds musiciens Tünnes et Nachtigall qui l'accompagnent à pied, après que sa voiture a été confisquée par la police, au village de Todtmoos. Il s'installe dans l'auberge et tombe amoureux de Rosl, la fille du tenancier.
Kati, la fille du propriétaire du haras, est aimée de deux hommes. Martin, le bûcheron, est attaché à la terre, mais est itinérant, gagne peu d'argent avec son travail. Son rival, Bruckner, le propriétaire de la scierie, a demandé plusieurs fois Kati en mariage. Le père de Kati, le propriétaire terrien Ertl, est en difficulté financière, car il doit répondre de son frère Franz qui a perdu des milliers de marks au jeu. Le seul espoir d'Ertl est dans une semaine la victoire de son cheval au Grand Prix de Baden et sa récompense de 50 000 marks. Autrement, le haras serait en difficulté, car la banque lui refuse de nouveaux prêts. C'est pourquoi Kati accepte enfin d'épouser Bruckner. Mais elle revoit bientôt Martin, qu'elle aime vraiment, et dupe ainsi Bruckner qui se détourne d'elle.
Outsider, le cheval d'Ertl remporte à la surprise générale le Grand Prix. Le haras est sauvé, mais Ertl apprend bientôt que son cheval a été dopé par Franz qui espérait prendre l'argent de la victoire pour payer ses dettes. Ertl cache la manipulation, mais cela pèse sur sa conscience. Il accepte donc le mariage de sa fille avec Bruckner.
Le jour de la bénédiction de la nouvelle cloche de l'église, tout Todtmoos est réuni. Bruckner prend Ertl à part et l'informer des accusations de dopage ; une enquête est ouverte. Ertl assure qu'il pourra rendre l'argent de la victoire puis s'en va chez lui prendre un revolver et disparaît. Kati et Martin apprennent tout et partent à sa recherche. Devant Martin, Franz avoue la manipulation. Kati trouve son père dans la grange avec les chevaux et le dissuade de se suicider. De même, Bruckner apprend la vérité. L'honneur de Ertl est restauré et Bruckner lui offre son aide pour ses problèmes financiers.
Au cours de la fête du village, Kubbitzky, l'agent de Jonny, et Edith, une amie chanteuse, convainquent Jonny de repartir en tournée. Rosl pense qu'Edith est la petite amie de Jonny. Mais tout se fait clair. Jonny signe pour une tournée avec Rosl comme épouse.

## Fiche technique
- Titre français : Quand la musique du village joue[1]
- Titre original : Wenn am Sonntagabend die Dorfmusik spielt (litt. « Lorsque la musique du village retentit le dimanche soir »)
- Réalisation : Rudolf Schündler assisté de Fred Westhoff
- Scénario : Werner P. Zibaso
- Musique : Willy Schmidt-Gentner
- Direction artistique : Willi A. Herrmann, Heinrich Weidemann (de)
- Photographie : Kurt Schulz
- Montage : Margarete Steinborn (de)
- Production : Kurt Ulrich
- Sociétés de production : Berolina, Kurt Ulrich Filmproduktion
- Société de distribution : Gloria Filmverleih AG
- Pays d'origine :  Allemagne de l'Ouest
- Langue : allemand
- Format : Couleurs - 1,37:1 - Mono - 35 mm
- Genre : Heimatfilm, Drame
- Durée : 90 minutes
- Dates de sortie :
  -  Allemagne de l'Ouest : 24 septembre 1953.
  -  France (Strasbourg): 21 janvier 1955[1].
  -  Danemark : 26 mai 1958.

## Distribution
- Walter Müller: Jonny
- Ingeborg Körner: Kati Ertl
- Rudolf Prack : Martin
- O. E. Hasse : Bruckner
- Hans Stüwe : Ertl
- Fritz Wagner (de): Franz, le frère d'Ertl
- Kurt Reimann: Nachtigall
- Ludwig Schmitz (de): Tünnes
- Maria Sebaldt (de): Rosl
- Oskar Sima : Kubbitzky
- Marina Ried (de): Edith
- Erwin Biegel (de): Weber
- Erna Haffner (de): Lydia
- Bruce Low : Le chanteur
- Bruno W. Pantel : Kaspar
- Kurt Pratsch-Kaufmann: Dagobert
- Trude Wilke-Roßwog : La serveuse

## Source de traduction
- (de) Cet article est partiellement ou en totalité issu de l’article de Wikipédia en allemand intitulé « Wenn am Sonntagabend die Dorfmusik spielt » (voir la liste des auteurs).